# 特別支援学校教員
特別支援学校教員（とくべつしえんがっこうきょういん）は、特別支援学校における教育職員である。特別支援学校に置かれる職員のうち、おおむね、副校長、教頭、主幹教諭、指導教諭、教諭、助教諭、講師、養護教諭、養護助教諭、栄養教諭などの職員が該当する（教員の職階なども参照のこと）。
このうち、「副校長」「教頭」「養護をつかさどる主幹教諭」「栄養の指導及び管理をつかさどる主幹教諭」「養護教諭」「養護助教諭」「栄養教諭」でない者は、本来は担当する学部に応じた学校の教員の免許状に加え「特別支援学校の教員の免許状」を有していなければならないとされる一方、当分の間特別支援学校の教員の免許状を有していなくてもよいこととされている。

## 概要
特別支援学校において視覚障害者、聴覚障害者、知的障害者、肢体不自由者又は病弱者（身体虚弱者を含む）、その他障害のある者、特別支援学級において教育を行うことが適当な者の教育をつかさどる職員である。幼児・児童・生徒の健康面の管理、さらに保護のための対策なども重要な仕事となっている。
特別支援学校は、障害のある幼児・児童・生徒の自立や社会参加に向けた主体的な取組を「支援する」という視点に立ち、旧盲・聾・養護学校を統合し、2007年に改称された学校である。それに伴い教員免許状も再編成されている。
特別支援学校には、原則として小学部と中学部を設置しなければならず、必要に応じて幼稚部、高等部を置くことができる。

### 全国の特別支援学校教員の数
| 年度     | 男       | 女       | 計       |
| -------- | -------- | -------- | -------- |
| 2001年度 | 23,582人 | 29,660人 | 53,242人 |
| 2004年度 | 24,161人 | 31,253人 | 55,414人 |
| 2007年度 | 24,981人 | 33,610人 | 58,591人 |

2001年度、2004年度は盲学校、聾学校、養護学校の計である。

## 特別支援学校教員の免許状
特別支援学校教員の普通免許状は、旧盲・聾・養護学校教諭、旧特殊教育（教科）教諭の免許状の再編成により、現在、3つの「種類」と、それぞれ4～5つの「領域」、「教科」に分かれている。免許状を取得する際には、種類や領域等を混同しないように注意する必要がある（別記、「担任の範囲と免許状の種類」を参照）。
- 特別支援学校教諭（5つの教育領域）
- 特別支援学校自立教科教諭（5つの教科）
- 特別支援学校自立活動教諭（4つの領域）

### 幼稚部、小学部、中学部、高等部を担任する教諭
特別支援学校教諭の免許状
- 基礎資格
  - 専修免許状 ＝ 修士の学位を有し、かつ、教諭（幼稚園、小学校、中学校、または高等学校）の普通免許状（かつての1級または2級を含む）を有する者
  - 一種免許状 ＝ 学士の学位を有し、かつ、教諭（幼稚園、小学校、中学校、または高等学校）の普通免許状（かつての1級または2級を含む）を有する者
  - 二種免許状 ＝ 教諭（幼稚園、小学校、中学校、または高等学校）の普通免許状（かつての1級または2級を含む）を有する者

免許法「別表第1」による場合。二種免許状には学位の定めは無く普通免許状（かつての1級または2級を含む）が基礎資格となっている。
- 特別支援教育領域
  - 視覚障害者
  - 聴覚障害者
  - 知的障害者
  - 肢体不自由者
  - 病弱者（身体虚弱者を含む。）

幼稚部、小学部、中学部、高等部における担任を行う教諭は、特別支援学校教諭免許状のほか各部に相当する学校の教員免許状を有する者でなければならないことが原則となっている（教育職員免許法第3条第3項）。
- 幼稚部 - 幼稚園教諭免許状
- 小学部 - 小学校教諭免許状
- 中学部 - 中学校教諭免許状
- 高等部 - 高等学校教諭免許状

例外規定として、特別支援学校の教諭の普通免許状のほか、幼稚園、小学校、中学校または高等学校のいずれかの学校の教諭の普通免許状を有する者は、自立教科等以外の教科を担任することもできる（教育職員免許法第17条の3）。
さらに附則の規定によって、幼稚園、小学校、中学校または高等学校のいずれかの学校の教諭の普通免許状を有する者は、当分の間は特別支援学校教諭の免許状を有しなくても特別支援学校の教員となることができる（教育職員免許法附則第15項）。

### 高等部専攻科自立教科等を担任する教諭の免許状
特別支援学校の教員の免許状には、自立教科等の教授を担任する専門の自立教科等教諭免許状が定められている。この免許状は、教育職員免許法第4条2項に規定する原則的な「教諭」免許状とは別に、「自立教科教諭」免許状と「自立活動教諭」免許状（単なる「教諭」免許状の名称とは異なり専門科の名称が冠されている）が文部科学省令によって個別的に定められている（教育職員免許法第4条の2第2項、同法施行規則第62条～65条の2）。
- 特別支援学校自立教科教諭免許状（一種・二種）
  - 理療
  - 理学療法
  - 音楽
  - 理容
  - 特殊技芸

- 特別支援学校自立活動教諭免許状（一種のみ）
  - 視覚障害教育
  - 聴覚障害教育
  - 肢体不自由教育
  - 言語障害教育

特別支援学校内において、自立活動を担任している部（組織）は自立活動部などと称している場合もある。

### 担任の範囲と免許状の種類
| 担任                        | 免許状の種類              | 区分 | 領域・教科                                                                           | 備考 |
| --------------------------- | ------------------------- | ---- | ------------------------------------------------------------------------------------ | --- |
| 幼稚部 小学部 中学部 高等部 | 特別支援学校 教諭         | 専修 | - 視覚障害者 - 聴覚障害者 - 知的障害者 - 肢体不自由者 - 病弱者（身体虚弱者を含む。） | - 各部における教科を担任する - 原則、各部相当教諭免許状も必要 （幼稚園、小学校、中学校、または高等学校） - 旧盲・聾・養護学校教諭 |
| 幼稚部 小学部 中学部 高等部 | 特別支援学校 教諭         | 一種 | - 視覚障害者 - 聴覚障害者 - 知的障害者 - 肢体不自由者 - 病弱者（身体虚弱者を含む。） | - 各部における教科を担任する - 原則、各部相当教諭免許状も必要 （幼稚園、小学校、中学校、または高等学校） - 旧盲・聾・養護学校教諭 |
| 幼稚部 小学部 中学部 高等部 | 特別支援学校 教諭         | 二種 | - 視覚障害者 - 聴覚障害者 - 知的障害者 - 肢体不自由者 - 病弱者（身体虚弱者を含む。） | - 各部における教科を担任する - 原則、各部相当教諭免許状も必要 （幼稚園、小学校、中学校、または高等学校） - 旧盲・聾・養護学校教諭 |
| 自立教科                    | 特別支援学校 自立教科教諭 | 一種 | - 理療 - 理学療法 - 音楽 - 理容 - 特殊技芸                                           | - 高等部で専ら自立教科を担任する - 教科により資格（はり師、きゅう師等）必要 - 旧盲・聾・養護学校特殊教科教諭                      |
| 自立教科                    | 特別支援学校 自立教科教諭 | 二種 | - 理療 - 理学療法 - 音楽 - 理容 - 特殊技芸                                           | - 高等部で専ら自立教科を担任する - 教科により資格（はり師、きゅう師等）必要 - 旧盲・聾・養護学校特殊教科教諭                      |
| 自立活動                    | 特別支援学校 自立活動教諭 | 一種 | - 視覚障害教育 - 聴覚障害教育 - 肢体不自由教育 - 言語障害教育                        | - 全ての部において専ら自立活動を担任する - 旧盲・聾・養護学校自立活動教諭                                                         |
| 養護                        | 養護教諭                  | 専修 | －                                                                                   | - 学校内の養護をつかさどる |
| 養護                        | 養護教諭                  | 一種 | －                                                                                   | - 学校内の養護をつかさどる |
| 養護                        | 養護教諭                  | 二種 | －                                                                                   | - 学校内の養護をつかさどる |
| 栄養                        | 栄養教諭                  | 専修 | －                                                                                   | - 栄養の指導・管理をつかさどる |
| 栄養                        | 栄養教諭                  | 一種 | －                                                                                   | - 栄養の指導・管理をつかさどる |
| 栄養                        | 栄養教諭                  | 二種 | －                                                                                   | - 栄養の指導・管理をつかさどる |

## 備考
教育職員免許法第5条に基づいて特別支援学校の教育職員免許状（かつての養護学校、聾学校、盲学校の教員免許状を含む）を授与された者が小学校または中学校の教員免許状を授与される場合には、基本的に、「介護等の体験」が免除されることになっている。したがって、教員資格認定試験または教育職員検定によって、特別支援学校の教育職員免許状を授与されようとしても、教育職員免許法第5条に基づいて小学校または中学校の教員免許状を授与される場合には、原則として介護等の体験が免除されない。